# Vale de Suru
O vale de Suru é um vale montanhoso dos Himalaias ocidentais, situado na parte ocidental do Ladaque, Índia. Administrativamente é parte do distrito de Cargil (distrito). O vale é drenado pelo rio Suru, um afluente caudaloso do rio Indo. A cidade mais importante do vale é Cargil.

## Descrição
O vale de Suru é habitado por cerca de 25 000 pessoas de ascendência darda[a] (em ladaque: brokpa). e tibetana. Em Cargil e na parte inferior do vale de Suru (Sanku, Panikhar e mais a sul até Parkachik), a maior parte da população é muçulmana xiita, tendo-se convertido no século XVI.
Além de Parkachik, o vale é praticamente desabitado, havendo apenas um par de aldeias minúsculas (Yuldo e Julidok) que constituem Rangdum. Os locais estão culturalmente e socialmente próximos do vizinho Zanskar budista e suportam o Mosteiro de Rangdum, fundado no século XVIII e pertencente à seita Gelugpa. Cerca de 25 km a sul desse mosteiro, passo de montanha de Pensi (Pensi La; 4 400 m de altitude) liga o vale de Suru ao Zanskar.
A parte inferior do vale, a altitudes abaixo dos 3 000 metros, é uma das partes mais produtivas do Ladaque em termos agrícolas, produzindo duas colheitas por ano, graças a sistemas de irrigação alimentadas pelo pelas neves abundantes de inverno. Em alguns locais, as plantações de salgueiros e choupos dão às paisagens um ar relativamente luxuriante, mas em redor de Rangdum a paisagem é constituída por charnecas planas rodeadas por penhascos áridos. Em vários locais do vale é possível avistar os cumes pontiagudos e brancos do maciço Nun Kun, que se erguem a mais de 7 000 m de altura.
Apesar do grande potencial, a atividade turística é muito limitada no vale e a maior parte dos visitantes apenas passam pelo vale a caminho de Padum e do resto do Zanskar. Não há muitas facilidades, embora o Turismo de Jamu e Caxemira tenha alguns bangalôs básicos em váias aldeias. Em Rangdum há um campo de tendas. A aldeia de Tangole é um dos pontos de partida possíveis de expedições para escalar o Nun Kun.[carece de fontes?]